# Мегуму Тамура
Мегуму Тамура (јап. 田村 恵; 10. јануар 1927 — 8. октобар 1986) био је јапански фудбалер.

## Каријера
Током каријере је играо за Nippon Oil & Fats.

## Репрезентација
За репрезентацију Јапана дебитовао је 1951. године. За тај тим је одиграо 3 утакмице.

## Статистика
| Јапан  | Јапан   | Јапан  |
| Година | Наступи | Голови |
| ------ | ------- | ------ |
| 1951.  | 3       | 0      |
| Укупно | 3       | 0      |